# Bogusław Widła
Bogusław Widła (ur. 22 stycznia 1940) – polski biblista, profesor nauk teologicznych, tłumacz, publicysta, emerytowany nauczyciel akademicki Chrześcijańskiej Akademii Teologicznej w Warszawie. 

## Wybrana bibliografia
- Antropologia egzystencjalna Apokalipsy Janowej (Wyd. Medium, Warszawa, 1996, ISBN 83-86755-27-X)
- Być człowiekiem (Wydaw. Księży Marianów, Warszawa, 1997, ISBN 83-7119-114-6)
- Dobra Nowina o narodzeniu Pańskim. Na Wielki Jubileusz Wcielenia 2000 (Wyd. Verbinum, Warszawa, 2000, ISBN 83-7192-111-X)
- Głos z wichru. Czy świat wymknął się spod kontroli Boga? (Wydaw. Księży Marianów, Warszawa, 2002, ISBN 83-7119-391-2)
- Mądrość krzyża. Rozważania biblijne (Wydaw. Księży Marianów, Warszawa, 1999, ISBN 83-7119-236-3)
- Nie milknące serce. Z antropologii Psalmów (Wydaw. Księży Marianów, Warszawa, 1998, ISBN 83-7119-172-3)
- Rekolekcje dla małodusznych. Jak chrześcijanin radzi sobie wśród doświadczeń (Wydaw. Księży Marianów, Warszawa, 2002, ISBN 83-7119-380-7)
- Słownik antropologii Nowego Testamentu (Vocatio Oficyna Wydawnicza, 2004, ISBN 83-7146-189-5)
- Teologia antropologiczna Starego Testamentu (Chrześcijańska Akademia Teologiczna, Warszawa, 2004, ISBN 83-917541-2-X 8391753412X)
- U starszego brata. Wprowadzenie do chrześcijańskiej lektury Starego Testamentu (Wydaw. Księży Marianów, Warszawa, 2004, ISBN 83-7119-459-5)
- Jezus mojej wiary (Instytut Wydawniczy PAX, Warszawa 2015, ISBN 978-83-211-1974-8)